# Królowa Malty
Od roku 1964 do 1974 Elżbieta II była Królową Malty (ang. Queen of Malta, malt. Reġina ta' Malta). Państwo Malta było niepodległym, suwerennym państwem i królowa była monarchą również innych Commonwealth realm, w tym Wielkiej Brytanii. Królową reprezentował na Malcie Gubernator Generalny.
Malta stała się republiką należącą do Commonwealth'u w roku 1974, i królowa, jako głowa państwa, została zastąpiona przez prezydenta Malty.

## Historia

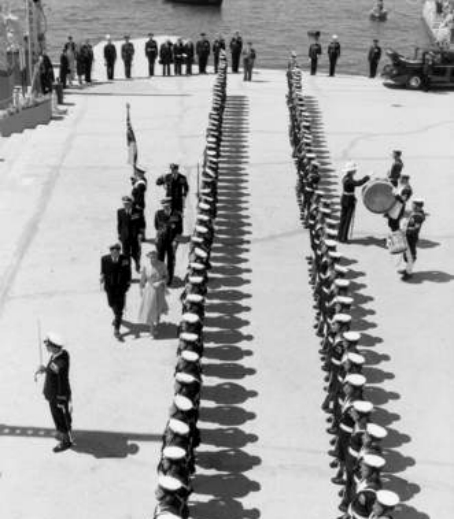
Królowa Elżbieta II wizytuje brytyjski personel morski na Malcie; rok 1954

Elżbieta II została królową Malty w następstwie Malta Independence Act 1964. Ustawa ta przekształcała Maltę - kolonię Korony Brytyjskiej w Państwo Malta, niepodległe Commonwealth realm. Uprawnienia wykonawcze królowej zostały przekazane i były wykonywane przez Gubernatora Generalnego Malty.
Elżbieta II pozostawała głową Państwa Malta do nowelizacji Konstytucji Malty 13 grudnia 1974 roku, która zniosła monarchię i ustanowiła Republikę Malty oraz urząd prezydenta Malty.
Elżbieta II wizytowała oficjalnie kolonię Maltę w roku 1954 (3-7 maja), a Państwo Malta w roku 1967 (14-17 listopada). Królowa odniosła się do wizyty na Malcie w Orędziu Bożonarodzeniowym z 1967 roku, mówiąc: "Dziś Malta jest niezależna, z Koroną zajmującą tę samą pozycję, jak w innych samorządnych krajach, których jestem królową. Jest to początek nowego i niełatwego rozdziału dla mieszkańców Malty, którzy rozpoczynają go z determinacją i entuzjazmem."
Zanim Elżbieta objęła tron, przebywała w latach 1949-1951 na wyspie czterokrotnie, odwiedzając swego męża Filipa, księcia Edynburga, stacjonującego na Malcie jako oficer Royal Navy.
| Królowa |             |                  |                 |                         |                     |
| Portret | Imię        | Data urodzenia   | Data śmierci    | Małżonek                | Następca tronu      |
|         | Elżbieta II | 21 kwietnia 1926 | 8 września 2022 | Filip, książę Edynburga | Karol, książę Walii |

| Tytuły |
| --- |
| Elżbieta II 21 września 1964 – 18 stycznia 1965: Għall-Grazzja t’Alla tar-Renju Unit tal-Britannja l-Kbira u ta’ l-Irlanda ta’ Fuq u tar-Renji u t-Territorji l-Oħra Tagħha, Reġina, Kap tal-Commonwealth u Difenditriċi tal-Fidi (Z łaski Boga, Zjednoczonego Królestwa Wielkiej Brytanii i Irlandii Północnej oraz Jej innych Krajów i Terytoriów Królowa, Głowa Wspólnoty Narodów, Obrońca Wiary) 18 stycznia 1965 – 13 grudnia 1974: Għall-Grazzja t’Alla, Reġina ta’ Malta u tar-Renji u t-Territorji l-Oħra Tagħha, Kap tal-Commonwealth (Z łaski Boga, Królowa Malty oraz Jej innych Krajów i Terytoriów, Głowa Wspólnoty Narodów) |

## Późniejsze wizyty
Po ogłoszeniu Malty republiką, Elżbieta II odwiedziła wyspę w roku 1992 (28-30 maja), 2005 (23-26 listopada) i 2007 (20 listopada). W roku 2015 (26-28 listopada) brała też udział w spotkaniu szefów rządów państw Commonwealth'u (CHOGM2015).